# Eleição municipal de Muriaé em 2016
A eleição municipal de Muriaé em 2016 foi realizada para eleger um prefeito, um vice-prefeito e 17 vereadores no município de Muriaé, no estado brasileiro de Minas Gerais. Foram eleitos Ioannis Konstantinos Grammatikopoulos e Marcos Guarino de Oliveira para os cargos de prefeito(a) e vice-prefeito(a), respectivamente. Seguindo a Constituição, os candidatos são eleitos para um mandato de quatro anos a se iniciar em 1º de janeiro de 2017. A decisão para os cargos da administração municipal, segundo o Tribunal Superior Eleitoral, contou com 77 046 eleitores aptos e 13 931 abstenções, de forma que 18.08% do eleitorado não compareceu às urnas naquele turno.

## Antecedentes
Nas eleições anteriores de Muriaé,  Grego também concorreu pelo DEM, entretanto ficou em segundo, atrás de Aloysio Aquino, do PSDB. 

## Campanha
Em sua campanha política, Grego colocou como prioridades a melhoria significativa na saúde, na segurança e na gestão dos transportes públicos. Além disso, prometeu alfabetizar 95% das crianças da rede pública até o final do 3 ano de ensino fundamental, e ter uma responsabilidade ambiental grande em seu governo, com desmatamento 0 por exemplo.

## Resultados

### Eleição municipal de Muriaé em 2016 para Prefeito
A eleição para prefeito contou com 3 candidatos em 2016: Homero Flavio da Silva do Partido Trabalhista Cristão, Ioannis Konstantinos Grammatikopoulos do Democratas (Brasil), Elder José Dala Paula Abreu do Movimento Democrático Brasileiro (1980) que obtiveram, respectivamente, 2 537, 36 849, 17 198 votos. O Tribunal Superior Eleitoral também contabilizou 18.08% de abstenções nesse turno.
| Candidato(a)                                | Vice                         | Coligação            | Votos recebidos | Percentual |
| ------------------------------------------- | ---------------------------- | -------------------- | --------------- | ---------- |
| Ioannis Konstantinos Grammatikopoulos (DEM) | Marcos Guarino de Oliveira   | Tempo Novo pra Mudar | 36849           | 65.12%     |
| Elder José Dala Paula Abreu (MDB)           | Cezar Augusto Bianchi Botaro | Unidos Por Muriaé    | 17198           | 30.39%     |
| Homero Flavio da Silva (PTC)                | Walter Nogueira de Paula     | O Povo no Poder      | 2537            | 4.48%      |

### Eleição municipal de Muriaé em 2016 para Vereador
Na decisão para o cargo de vereador na eleição municipal de 2016, foram eleitos 17 vereadores com um total de 58 857 votos válidos. O Tribunal Superior Eleitoral contabilizou 1 680 votos em branco e 2 578 votos nulos. De um total de 77 046 eleitores aptos, 13 931 (18.08%) não compareceram às urnas.
| Nome                                     | Partido político                               | Coligação                                        | Votos recebidos | Percentual |
| ---------------------------------------- | ---------------------------------------------- | ------------------------------------------------ | --------------- | ---------- |
| Carlos Delfim Soares Ribeiro             | Partido da Social Democracia Brasileira (PSDB) | Juntos Venceremos                                | 1652            | 2.81%      |
| Ademar Camerino                          | Partido Republicano da Ordem Social (PROS)     | Tempo Novo pra Muriaé                            | 1459            | 2.48%      |
| Carlos Antonio Ferreira                  | Partido da República (PR)                      | Desperta Muriaé                                  | 1257            | 2.14%      |
| David Pinheiro de Lacerda                | Democratas (DEM)                               | Chegou a Hora de Mudar                           | 1244            | 2.11%      |
| Julio Cesar Simbra Soares                | Democratas (DEM)                               | Chegou a Hora de Mudar                           | 1242            | 2.11%      |
| Devail Gomes Corrêa                      | Partido Progressista (PP)                      | Trabalho e Progresso                             | 1227            | 2.08%      |
| Celso Ricardo de Oliveira                | Democratas (DEM)                               | Chegou a Hora de Mudar                           | 1142            | 1.94%      |
| Jair Sanches Abreu                       | Partido dos Trabalhadores (PT)                 | Trabalho e Progresso                             | 1096            | 1.86%      |
| Manoel Teodoro Pereira de Carvalho Filho | Movimento Democrático Brasileiro (MDB)         | Movimento Democrático Brasileiro (sem coligação) | 1091            | 1.85%      |
| Joel Morais de Asevedo Junior            | Movimento Democrático Brasileiro (MDB)         | Movimento Democrático Brasileiro (sem coligação) | 1053            | 1.79%      |
| Waltecy Rodrigues da Costa Junior        | Partido Popular Socialista (PPS)               | Tempo Novo pra Muriaé                            | 1030            | 1.75%      |
| Miriam Facchini Barbosa                  | Partido da Social Democracia Brasileira (PSDB) | Juntos Venceremos                                | 919             | 1.56%      |
| Jose Carlos Alves Cerqueira              | Partido Socialista Brasileiro (PSB)            | É Tempo de Mudança                               | 892             | 1.52%      |
| Vanderlei Luiz Lopes                     | Democratas (DEM)                               | Chegou a Hora de Mudar                           | 799             | 1.36%      |
| Elvandro Maciel da Silva                 | Partido da República (PR)                      | Desperta Muriaé                                  | 792             | 1.35%      |
| Ivanir Jose de Souza                     | Partido da República (PR)                      | Desperta Muriaé                                  | 674             | 1.15%      |
| Reginaldo de Souza Roriz                 | Partido Social Democrático (PSD)               | É Tempo de Mudança                               | 630             | 1.07%      |

## Análise
Haja vista o decreto de emergência financeira no município de Muriaé no final de 2018, pode- se concluir que, em geral, as medidas tomadas pelo prefeito Grego  conseguiram melhorar de fato as condições de vida dos cidadãos de Muriaé. Algumas decisões por ele tomadas fizeram com que sua popularidade se mantivesse tão alta como era quando foi eleito, como a proposta de diminuir a carga de trabalho de servidores públicos em um momento de fragilidade econômica. Na prática, portanto, o serviço público funcionaria em horário reduzido como forma de redução de gastos públicos, como energia elétrica, por exemplo. Além disso, soube administrar as despesas do município mesmo sem o devido repasse feito pelo governo estadual. 